# Ithaka
För andra betydelser, se Itháki.
Ithaka (grekiska: Ithakí) är en grekisk ö i Joniska havet, en av de joniska öarna utanför Greklands västkust, nordöst om den större ön Kefalinia. Omkring 3 000 invånare.
Ithaka är känd världen över tack vare det episka poemet Odysséen, tillskrivet Homeros om Odysseus' irrfärd till sjöss på väg hem från Troja. Homeros beskriver Odysseus som ledaren för "Kefallinierna", vilket ofta anförs som en folklig förklaring till varför öarnas moderna bebyggare gärna reser till andra länder. Om Ithaka säger Homeros:
"Runt ikring finns många öar, tätt belägna, Dulichion och Same och det trädklädda Zakynthos. Ithaka självt ligger lågt, längst ut mot havet, mot solnedgången i väster. Resten ligger för sig och får såväl morgonljus som dagssol."
Homeros erbjuder beskrivningar av 26 specifika platser på Odysseus' hemö, men dessa stämmer inte överens med ön som i dag bär namnet Ithaka. Framförallt så vetter det moderna Ithaka mot öster och är bergigt – det är inte “låglänt". Därför har identifieringen av den moderna ön Ithaka med Homeros Ithaka ifrågasatts.
Således har en tidig uppfattning varit att Kefalinia och Ithaka en gång varit förenade, anslutande till Homeros bild av Ithaka som inte bara större än i dag utan även belägen på Greklands ytterkant "mot solnedgången i väster ". Geografiska data motsäger inte att öarna en gång haft förbindelse, men bevis för detta har ännu inte lagts fram.
Amatörforskaren Robert Bittlestone har senare gjort såväl omfattande arkeologiska studier som geologiska undersökningar på plats. I sin bok Odysseus Unbound (2005) , föreslår han i stället att halvön Paliki på Kefalinias västra sida varit en avskild ö under sen bronsålder. Ett sådant sund finns också beskrivet av Strabon. Paliki kan vara vad Homeros avsåg, när han beskrev Ithaka och även svara för eposets ingående kunskap om Paliki. Bittlestone påpekar att just här går en gräns mellan tektoniska plattor och att kraftiga jordbävningar ofta förekommer, vilka mycket väl kan ha fyllt en mellanliggande kanal med nedfallande stenblock. Geologiska borrningar har nu[när?] påbörjats för att bevisa detta.